# Gurgaon (huyện)
Huyện Gurgaon là một huyện thuộc bang Haryana, Ấn Độ. Thủ phủ huyện Gurgaon đóng ở Gurgaon. Huyện Gurgaon có diện tích 2760 ki lô mét vuông. Đến thời điểm năm 2001, huyện Gurgaon có dân số 1657669 người.